# Oxylakis
Oxylakis is een geslacht van rechtvleugeligen uit de familie sabelsprinkhanen (Tettigoniidae). De wetenschappelijke naam van dit geslacht is voor het eerst geldig gepubliceerd in 1891 door Redtenbacher.

## Soorten
Het geslacht Oxylakis omvat de volgende soorten:
- Oxylakis truncatipennis Bolívar, 1900
- Oxylakis superocellata Gorochov, 2013
- Oxylakis jacobsoni Ingrisch, 1998
- Oxylakis javanicus Ingrisch, 1998
- Oxylakis karnyi Ingrisch, 1998
- Oxylakis magna Ingrisch, 1998
- Oxylakis punctipennis Redtenbacher, 1891
- Oxylakis rugosa Ingrisch, 1998
- Oxylakis singaporensis Ingrisch & Tan, 2012
- Oxylakis sumatranus Ingrisch, 1998
- Oxylakis titillatus Ingrisch, 1998